# Scopula iranaria
Scopula iranaria är en fjärilsart som beskrevs av Bytinsky-salz 1937. Scopula iranaria ingår i släktet Scopula och familjen mätare. Inga underarter finns listade.